# Proteste degli studenti cileni nel 2011

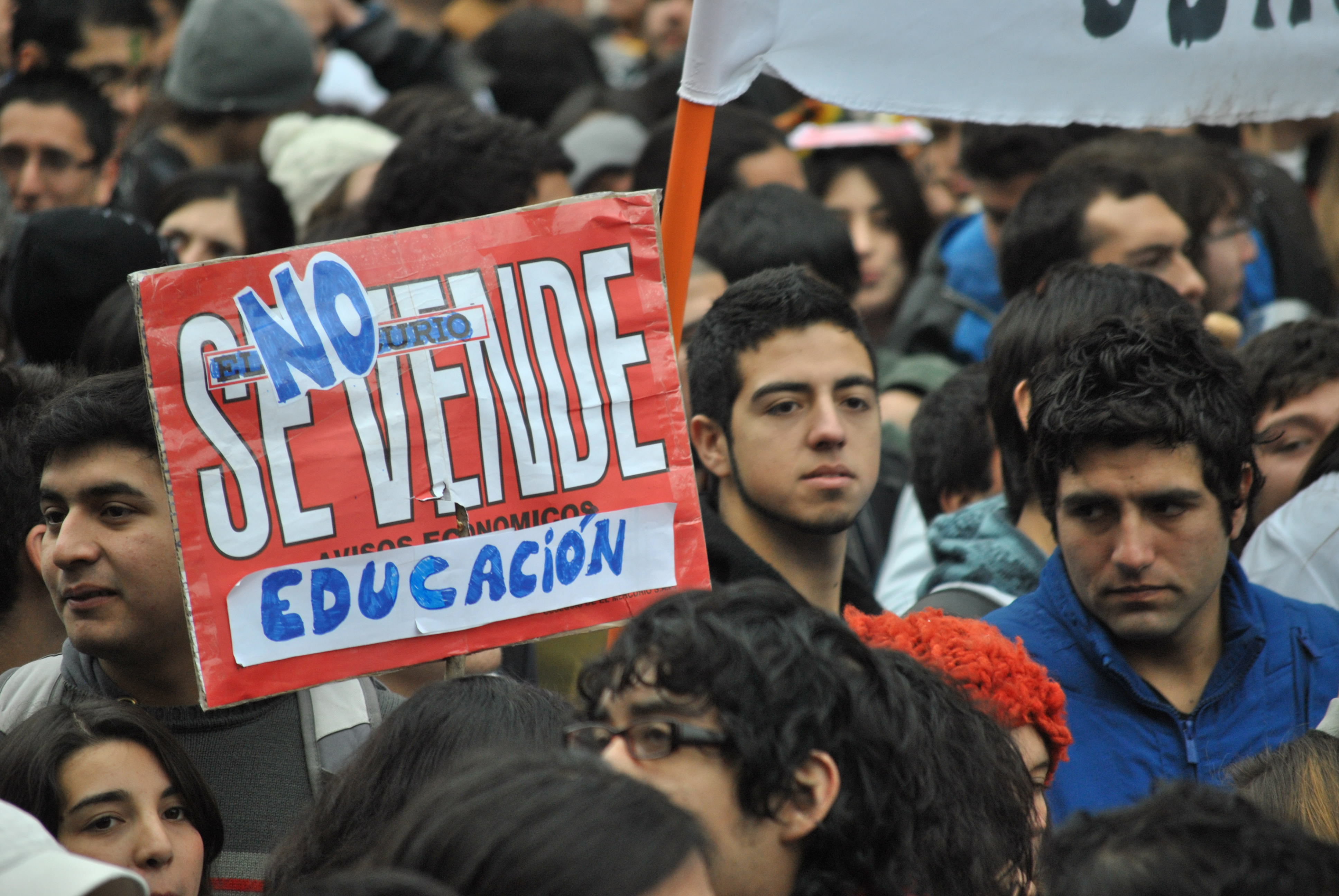
Immagine della mobilitazione studentesca cilena, che ha messo in difficoltà il Presidente Sebastián Piñera

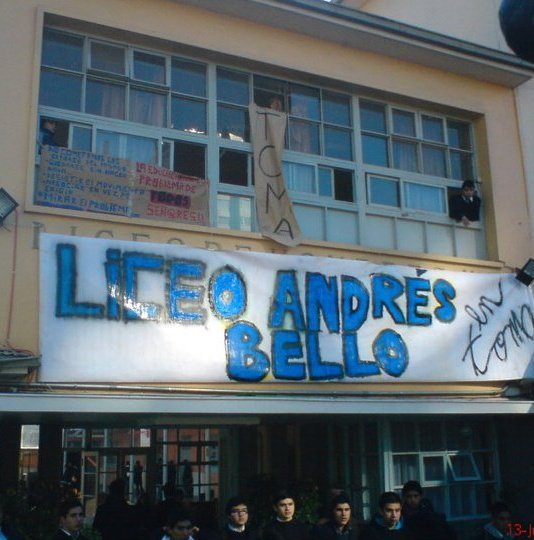
Il Liceo Andres Bello, a San Miguel, presso Santiago, occupato dagli studenti dal 13 giugno 2011.

Nel corso del 2011, in Cile, è stata messa in atto una serie di proteste studentesche determinate dalla mobilitazione di studenti universitari e di scuola secondaria. Le richieste insistono su un nuovo quadro di riferimento per il sistema educativo del Cile, compresa una più diretta partecipazione dello stato nell'educazione secondaria e uno stop ai grandi profitti nell'educazione superiore. Tra le risposte del governo vi è stata la creazione di un nuovo fondo per l'educazione e un rimpasto di governo che ha visto l'avvicendamento del Ministro dell'educazione del paese. Tuttavia, il governo non ha fondamentalmente affrontato le richieste del movimento studentesco, con il presidente cileno Sebastián Piñera che insiste sul concetto di educazione come "bene di consumo" e del "profitto come compenso per il lavoro duro (nel settore educativo)"

## Richieste degli studenti
Gli studenti chiedono l'abbandono del sistema dei voucher scolastici nella scuola d'infanzia, nella scuola primaria e in quella secondaria e la fine della politica di finanziamento dell'università pubblica vigente in Cile, che coniuga un mix di strumenti: finanziamenti deliberatamente scarsi, un finanziamento indiretto dello stato (Aporte Fiscal Indirecto) dovuto per le prime 27.500 matricole, alte rette di iscrizione anche nelle università pubbliche (le tasse scolastiche nelle università private o statali sono quasi uguali), e un piano di prestiti garantiti dallo stato che permette a banche private di finanziare le già alte rette universitarie. Il sistema cileno, sebbene difeso da ricercatori legati al The Heritage Foundation, think tank statunitense di orientamento conservatore, è criticato invece da studiosi come Martin Carnoy dell'Università di Stanford, che gli addossano la responsabilità delle enormi disuguaglianze di tutti i sistemi educativi vigenti in Cile, misurati secondo gli standard della Organizzazione per la Cooperazione e lo Sviluppo Economico (OECD). Il Cile riserva solo il 4.4% del Prodotto interno lordo all'educazione, una percentuale inferiore al 7% delle raccomandato dalla Nazioni Unite per i paesi sviluppati.
Gli studenti vogliono che questi sistemi di finanziamento siano rimpiazzati da un sistema educativo autenticamente pubblico, nella gestione e nel finanziamento, che copra il percorso scolastico dalla scuola d'infanzia fino educazione superiore. Alcuni segmenti del movimento studentesco hanno reclamato altri cambiamenti, come una nuova costituzione o la rinazionalizzazione delle miniere di rame per finanziare l'istruzione pubblica.

## Prima ondata di protesta

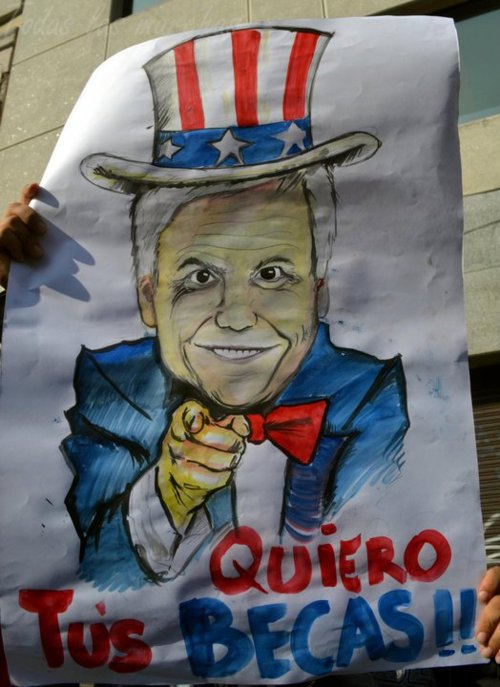
Piñera come Zio Sam: «Voglio il tuo sussidio!»

Le proteste sono iniziate in maniera graduale nel mese di maggio 2001, e possono essere fatte risalire alla cosiddetta "rivoluzione dei pinguini", l'analoga ondata di proteste studentesche del 2006. Sebbene sia comunemente descritto come un nuovo movimento sociale ispirato alla lontana all'omologo Movimiento 15-M, attivo in Spagna nel 2011, o perfino ai movimenti protagonisti della primavera araba, un'opinione minoritaria lo dipinge invece come una continuazione della tradizionale Unidad Popular.
Secondo quanto dichiarato dagli studenti, il 13 giugno, al giornale Emol, sarebbero state 100 le scuole occupate in segno di protesta dagli studenti, 80 delle quali nella Regione Metropolitana di Santiago. Le fonti su questo divergono: le forze di polizia cilene contano solo 50 scuole occupate al 13 giugno 2011.
Il 30 giugno si è tenuta una manifestazione di massa che ha mobilitato tra i cento e i duecentomila dimostranti.
Fra le proteste messe in atto dagli studenti, vi sono anche alcuni azioni creative che hanno guadagnato l'attenzione dei media, come azioni di flash mob and kiss-ins..

## Proposte governative (luglio 2011)

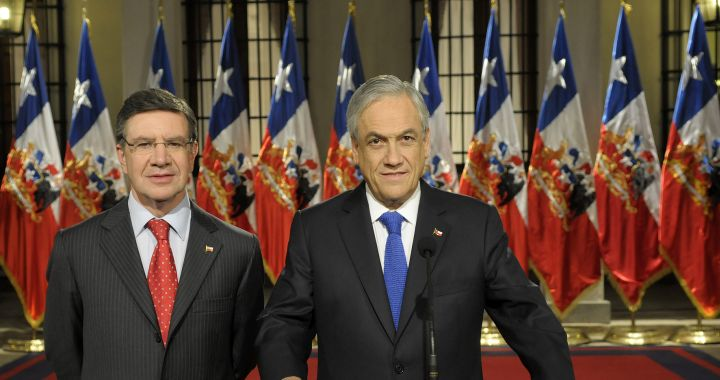
Il presidente Piñera, il ministro dell'istruzione Joaquín Lavín (poi esonerato), annuncia in televisione una serie di proposte di riforma

Il 5 luglio 2011, il presidente Sebastián Piñera, con un discorso televisivo, ha annunciato una serie di riforme al sistema educativo che il suo governo intende pianificare per venire incontro alle richieste degli studenti. Il piano annunciato è imperniato principalmente attorno a un progetto denominato "GANE" (l'acronimo, che compone in spagnolo la parola "vinci", riassume l'espressione 'Grande Accordo Nazionale per l'Educazione'), con un costo previsto di 4 miliardi di dollari. Il progetto, se implementato, sarebbe finanziato dal FEES-Fondo de Estabilización Económica y Social al quale si aggiungerebbe la creazione di un fondo denominato Fondo por la Educación i cui dividendi e interessi (ammontanti a meno di 300 milioni di dollari) saranno impiegati annualmente per sostenere finanziariamente l'educazione pubblica.
Piñera ha anche annunciato il progetto di un nuovo quadro giuridico per le università che permetterà a chi opera nell'educazione superiore di impegnarsi in attività di lucro e ha respinto il controllo statale del sistema educativo proposto dagli studenti e da lui definito un "grave errore e qualcosa che danneggia profondamente non solo la qualità ma anche la libertà di educazione".

### Reazioni degli studenti e del mondo politico

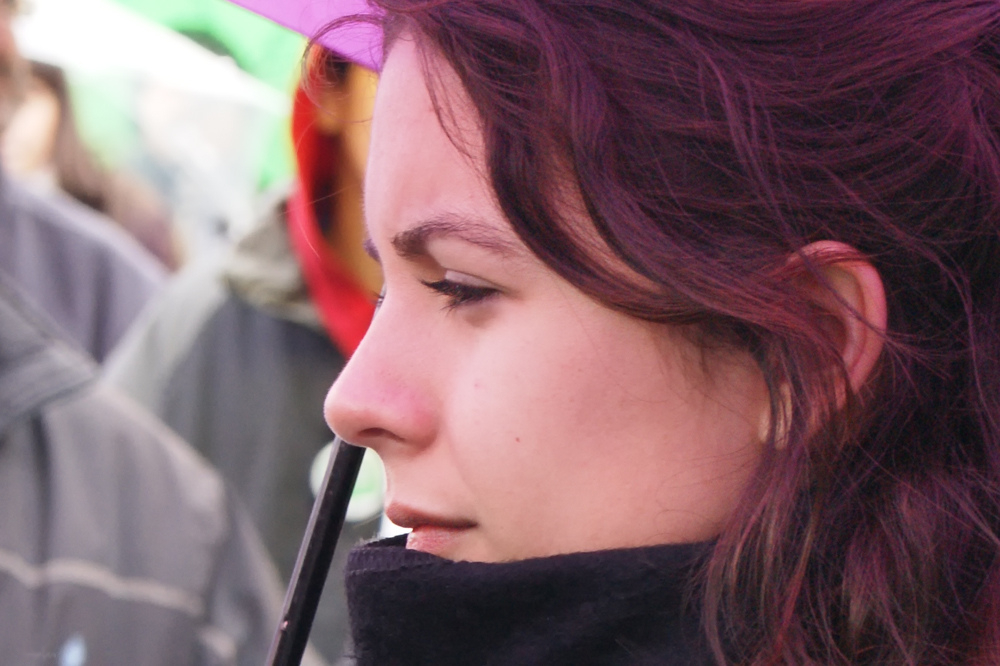
Camila Vallejo Dowling, tra le principali figure del movimento

Il discorso è stato accolto con scetticismo dagli studenti, alcuni dei quali hanno criticato aspramente gli annunci fatti dal governo. Camila Vallejo, presidentessa della Federación de Estudiantes de la Universidad de Chile (FECh) e una dei portavoce del movimento studentesco, ha definito il discorso presidenziale "una grande delusione e un passo indietro" e ha sottolineato che la proposta di legalizzare attività di lucro nell'istruzione, attualmente illegale ma largamente praticata nelle istituzioni private, va contro il sistema dello stato di diritto; ha sottolineato inoltre che il governo ha rifiutato categoricamente la richiesta più rilevante avanzata dagli studenti di scuola secondaria: il passaggio delle scuole pubbliche, primarie e secondarie, dall'attuale gestione municipale, a quella diretta dello stato.
Inoltre, alcuni senatori dell'opposizione della Concertación di centro-sinistra hanno criticato il discorso, segnalando che la proposta non era "in sintonia con il movimento studentesco". Dopo la messa in onda del discorso, studenti dell'Università del Cile sono usciti dall'università per protestare contro la proposta con blocco del transito nella Avenida Libertador General Bernardo O'Higgins prima di scontrarsi con le forze speciali della polizia cilena

## Prosecuzione delle proteste e rimpasto di governo
Gli studenti hanno marciato il 14 luglio 2011, insieme ai lavoratori scioperanti delle ditte in appalto della miniera di rame detta El Teniente, in una delle più grandi manifestazioni delle due decadi trascorse dalla transizione democratica del Cile. Nonostante il tentativo di minimizzazione della loro portata da parte del governo cileno, le proteste sono state definite come un completo successo dagli organizzatori. Il 18 luglio, il ministro cileno per l'educazione, Joaquin Lavín, è stato sostituito da Felipe Bulnes, dato che il presidente Sebastián Piñera ha optato per un rimpasto di governo in risposta ai mesi di protesta. L'avvicendamento è avvenuto dopo che per due mesi non si era registrato alcuna chiara iniziativa sul problema. Lavín ha ricevuto un nuovo ministeriale quale titolare del dicastero dello sviluppo e pianificazione Intanto, la federazione degli studenti cileni insiste sul voler continuare sulla strada delle occupazioni e delle altre forme di mobilitazione, anche nell'intento di accrescere il movimento anche in altre aree politiche. Il 19 luglio, il giornale La Tercera riportava che erano 148 i licei occupati, mentre in alcune università, come l'Universidad Austral de Chile e l'Università del Cile, le occupazioni volgevano al termine

## Agosto 2011: nuove proposte governative e le proteste che ne sono seguìte

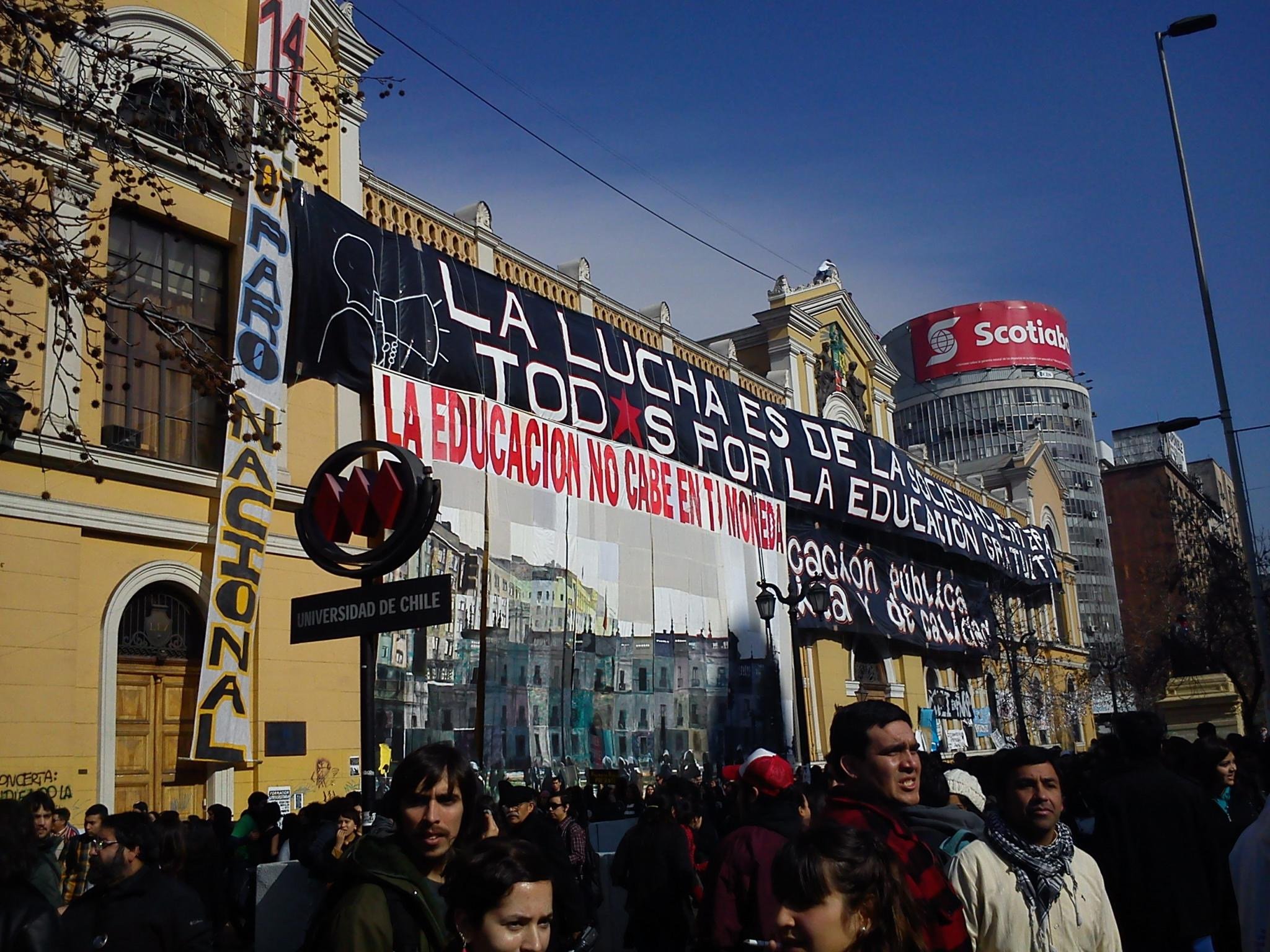
Facciata dell'Università del Cile, occupata dagli studenti. Sul manifesto: "La nostra lotta è per l'intera società / Tutti per l'educazione gratuita"

### Proposta del primo agosto
Il primo di agosto, il governo di Sebastian Piñera ha esposto una nuova proposta in 21 punti per raggiungere un accordo con il movimento studentesco sulla riorganizzazione dell'istruzione in Cile dal pre-scuola all'educazione superiore. Il piano accoglie diverse delle richieste degli studenti, come:
- una garanzia costituzionale per la qualità dell'educazione
- la partecipazione degli studenti alla gestione delle università
- la sottrazione dell'educazione secondaria pubblica alla gestione locale
- incremento delle borse di studio e aiuti economici per le persone che non riescono a far fronte a debiti contratti a fini di studio[23]

### Risposta del movimento: manifestazione del 4 agosto

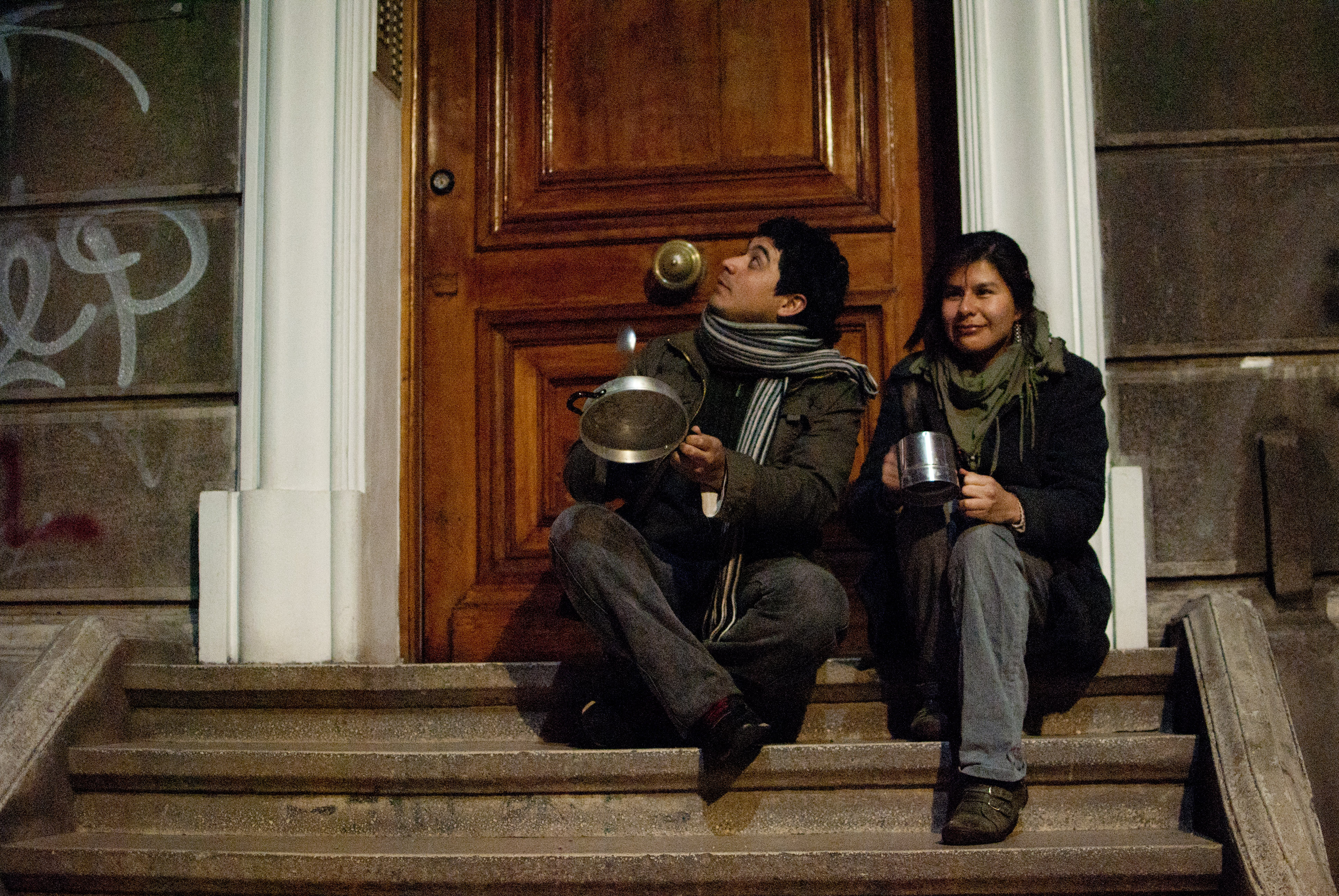
Immagine dal cacerolazo indetto per il 4 agosto

Ciononostante, i leader della protesta non hanno accettato la proposta e hanno annunciato la prosecuzione della mobilitazione con uno sciopero nazionale e una marcia di protesta per il 4 agosto e una risposta ufficiale il 5 agosto. Nelle interviste, hanno sottolineato come i 21 punti della proposta non entrino nei dettagli, non colpiscano penalmente la ricerca del profitto attraverso l'educazione né si sforzino di garantire accesso libero o equo accesso all'educazione superiore. Usando lo stesso linguaggio riservato alla precedente proposta di luglio, la proposta di agosto è stata definita "un passo indietro" e si limitano a voler "mettere una pezza provvisoria" ai problemi sollevati.
Le proteste del 4 agosto sono state le più aggressive dall'inizio della protesta. 874 dimostranti sono stati arrestati, è il centro di Santiago, nelle parole di Camila Vallejo,  presidentessa della Federazione degli studenti universitari del Cile, è stato definito in "stato di assedio". La polizia ha creato un cordone sulle strade e ha fatto uso di gas lacrimogeni. I dimostranti hanno distrutto insegne e hanno appiccato piccoli fuochi per strada. Inoltre, 90 carabineros (polizia militarizzata) sono rimasti feriti e un supermercato dell'azienda La Polar è stato dato alle fiamme. La sera ha visto la messa in scena di cacerolazo, una forma di protesta rumorosa collettiva, attuata con pentole e padelle, anche senza muoversi da casa.

### 18 agosto: terza offerta governativa
Il 18 agosto, il governo ha avanzato una terza proposta per porre fine al conflitto sociale; tra le nuove proposte, vi è soprattutto la riduzione al 2% dei tassi di interesse praticati sui prestiti concessi agli studenti dietro garanzia del governo. 

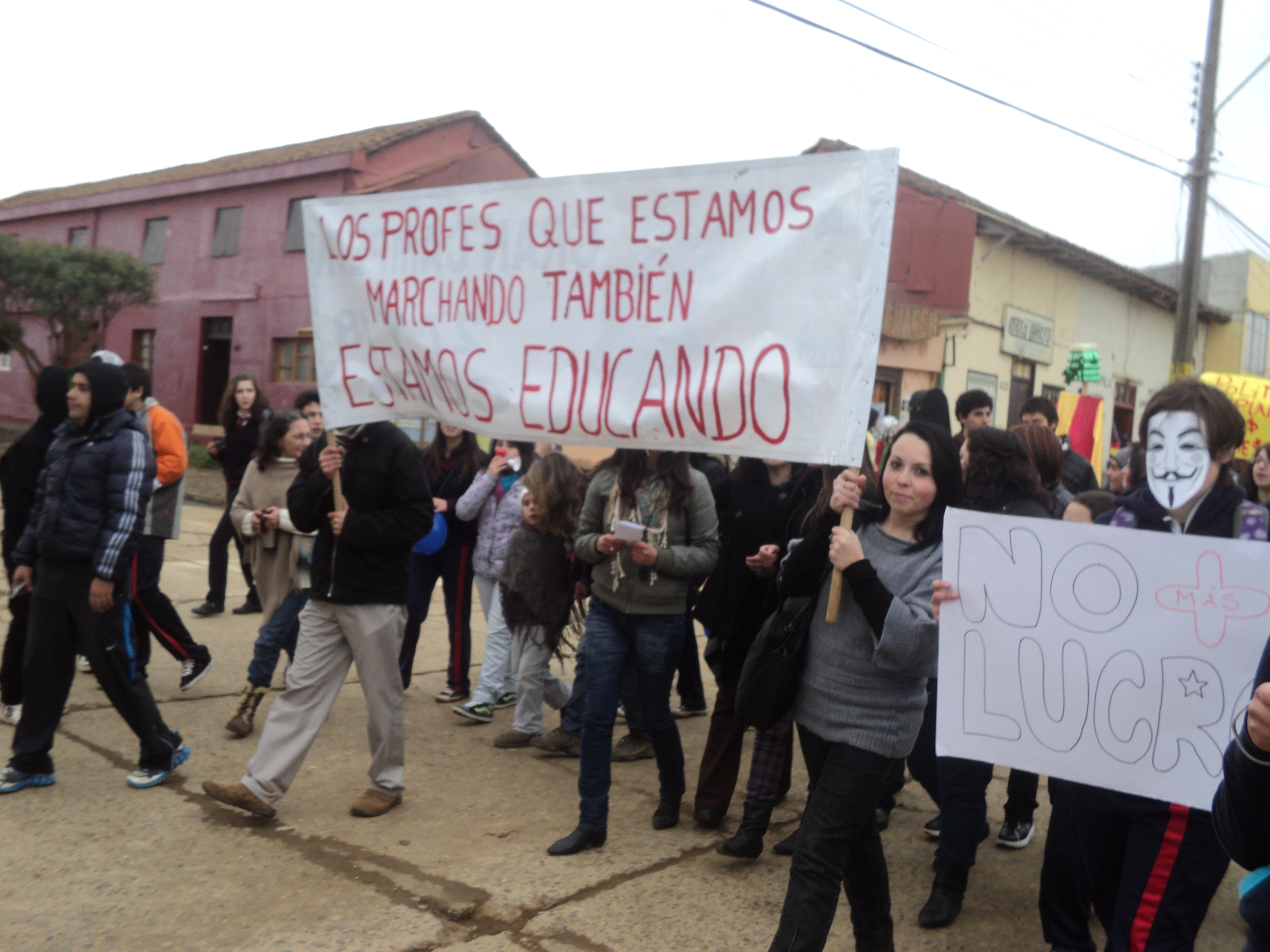
Pichilemu, 25 agosto, marcia per il diritto allo studio. Striscione più grande: "Mentre stiamo marciando, noi professori stiamo anche educando". Lo striscione a dx proclama: "Niente profitti [sott. dall'educazione]"

La proposta, tuttavia, non è servita a placare gli studenti, che nella stessa giornata hanno dato vita a una grande marcia, a cui, nonostante il freddo e la forte pioggia, hanno preso parte 100.000 persone. Il 21 agosto, inoltre, è stato organizzato un concerto/protesta.

### Proteste del 24 e 25 agosto
La Central Única de Trabajadores de Chile, massima espressione del sindacalismo cileno, ha proclamato uno sciopero generale nei due giorni del 24 e del 25 agosto.. In occasione dello sciopero, hanno avuto luogo a Santiago quattro marce separate, oltre ad altre proteste in tutto il paese. Secondo i dirigenti dell'organizzazione sindacale, le proteste hanno coinvolto circa 600.000 persone. Nella giornata del 24 sono state arrestate almeno 300 persone, mentre sei membri delle forze dell'ordine hanno riportato ferite a Santiago, dove i dimostranti hanno messo in atto blocchi stradali e danneggiato auto ed edifici. Il 25 agosto sono state arrestate altre 450 persone, mentre diverse dozzine di persone sono rimaste ferite A Santiago, le forze di polizia hanno fatto uso di gas lacrimogeni e cannoni ad acqua sui dimostranti alla fine delle manifestazioni; in precedenza, alcuni manifestanti avevano lanciato pietre e appiccato incendi. Il bilancio finale dei due giorni di guerriglia è di un morto (lo studente quattordicenne Manuel Gutierrez), 206 feriti tra manifestanti e forze dell'ordine ed oltre 1300 arresti. In seguito a questi gravi fatti un sottufficiale dei Carabineros viene accusato per l'omicidio dello studente Manuel Gutierrez e licenziato assieme a tre colleghi, poco dopo si dimetterà anche il Comandante dei Carabineros.
Secondo Claudio Urrutia, dirigente della Central Única de Trabajadores de Chile, ha detto che quello cileno "è un governo di destra che ha demonizzato le proteste sociali [...] Questo governo non cerca il dialogo. È necessario cambiare i regimi fiscali di questo paese.". Secondo il ministro del lavoro Evelyn Matthei, i sindacati si sono rifiutati di discutere con il governo, mentre lei sta "lavorando attivamente per cercare di risolvere i problemi [...] in materia di educazione e lavoro e molti problemi che vengono dal passato".

### Proseguono le proteste
Le proteste proseguono anche dopo la riapertura del nuovo anno scolastico. Ad ottobre gli studenti dichiarano due giorni di sciopero nazionale, che degenera in scontri con le forze dell'ordine in molte città del paese con un bilancio finale di 300 arresti.
A novembre il Parlamento cileno approva in via definitiva il budget 2012 relativo alle spese per la pubblica istruzione per un totale di 11,6 milioni di dollari. L'aumento di spesa rispetto all'anno precedente, pari a 350 000 dollari, viene tuttavia ritenuto insoddisfacente dagli studenti. Le mobilitazioni degli studenti, appoggiati anche dai sindacati, continuano con proteste ed occupazioni. Nell'Agosto 2012 durante alcune manifestazioni di piazza si verificano nuovamente episodi di violenza e scontri con le forze dell'ordine.
Anche nel 2013 proseguono le manifestazioni di piazza. In vista delle elezioni presidenziali di novembre i portavoce del movimento affermano che non vogliono strumentalizzazioni politiche delle proprie rivendicazioni.
Nel 2014 viene eletta alla carica di Presidente la leader del Partito Socialista cileno Michelle Bachelet che promette di avviare un piano di riforma scolastica. Tuttavia i suoi progetti non convincono gli studenti che tornano in piazza con una imponente manifestazione di 100.000 persone (40.000 secondo le forze di polizia) per le strade di Santiago. La riforma viene approvata alla Camera dei Deputati nel Novembre 2014.